# Đồng token

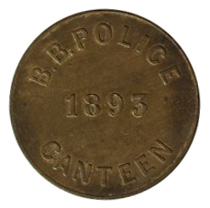

Trong hóa tệ học, đồng token là những đồ vật giống như tiền xu được sử dụng thay cho tiền xu. Lĩnh vực đồng token là một phần của exonumia và đồng token là tiền token. Mệnh giá của chúng được hiển thị hoặc ngụ ý theo kích thước, màu sắc hoặc hình dạng. Chúng thường được làm bằng kim loại rẻ như đồng, pewter, nhôm, đồng thau và thiếc, hoặc phi kim loại như bakelite, da và sứ.
Token cũng có thể là đại diện cho một loại tài sản kỹ thuật số, được phát triển trên nền tảng blockchain.

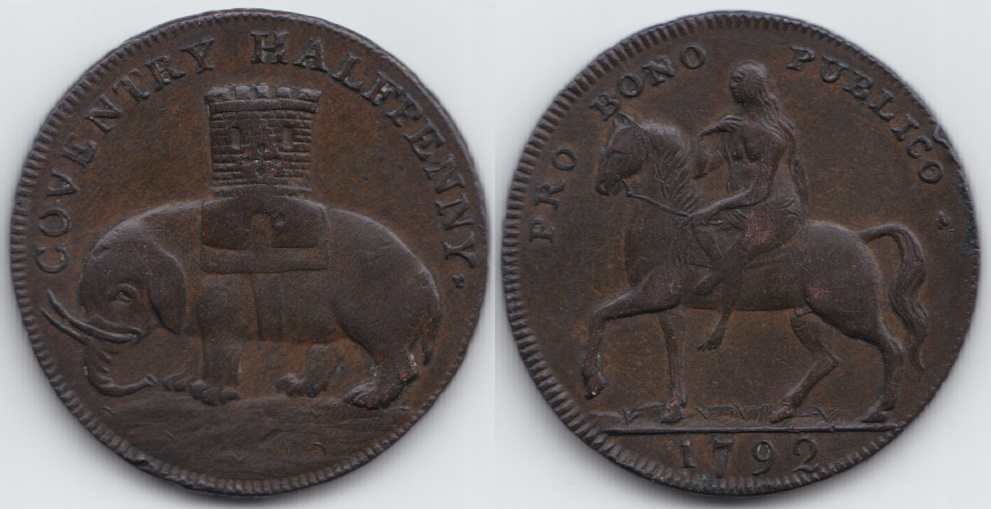
Đồng token 1/2 рenny, Vương quốc Anh, 1792
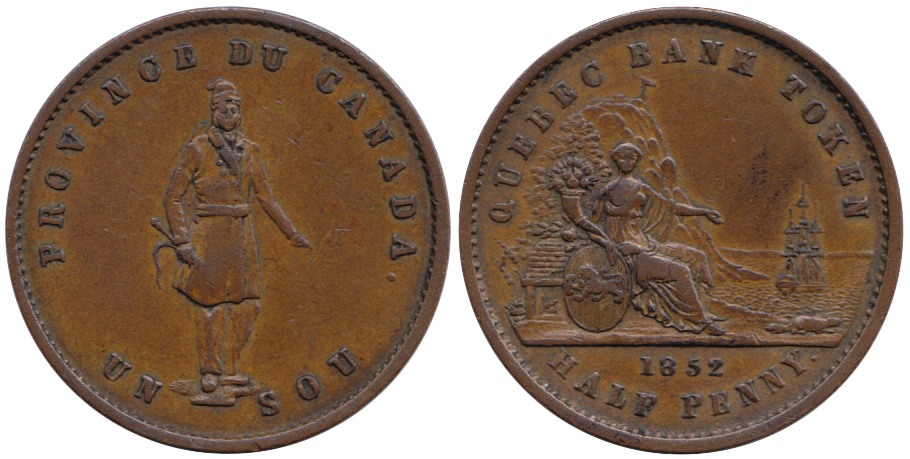
Đồng token 1/2 рenny, Canada, 1852
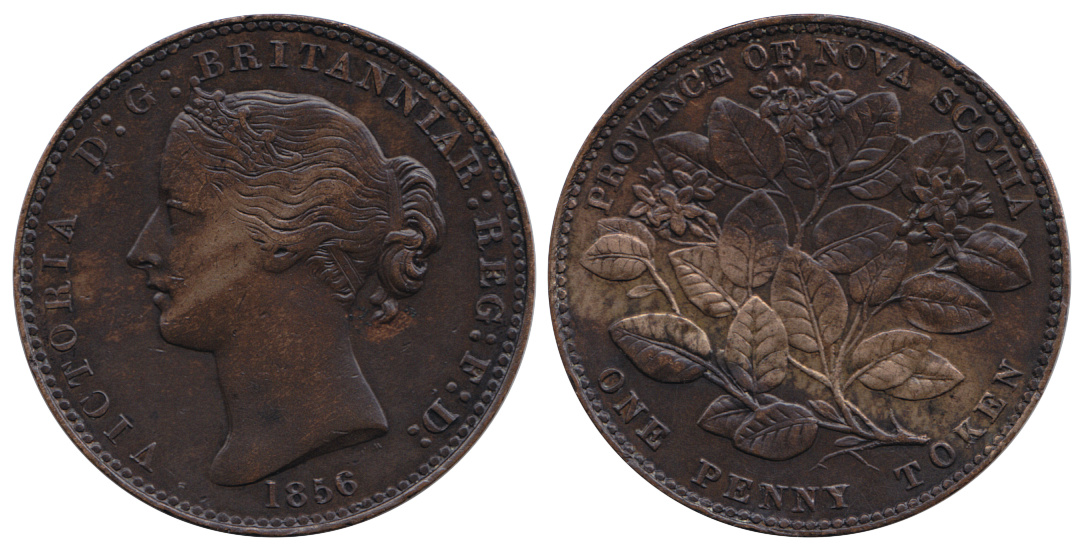
Đồng token 1 рenny, Canada, 1856
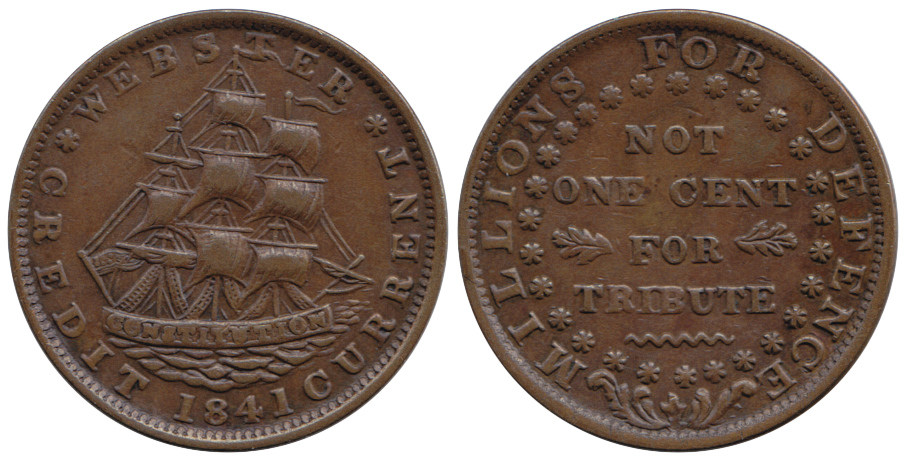
Đồng token 1 cent, Hoa Kỳ, 1841